# Unterseeboot 337
Le Unterseeboot 337 (ou U-337) est un sous-marin allemand (U-Boot) de type VII.C utilisé par la Kriegsmarine (marine de guerre allemande) pendant la Seconde Guerre mondiale.

## Construction
L'U-337 est un sous-marin océanique de type VII C. Construit dans les chantiers de Nordseewerke à Emden, la quille du U-337 est posée le 1er avril 1941 et il est lancé le 26 mars 1942. L'U-337 entre en service 1,5 mois plus tard.

## Historique
Mis en service le 6 mai 1942, l'Unterseeboot 337 suit sa période d'entraînement initial à Kiel au sein de la 5. Unterseebootsflottille jusqu'au 31 décembre 1942, puis l'U-337 rejoint une unité de combat de la 6. Unterseebootsflottille, à la base sous-marine de Saint-Nazaire, qu'il n'atteindra jamais.
Il réalise sa première patrouille, quittant le port de Kiel le 24 décembre 1942 sous les ordres de l'Oberleutnant zur See Kurt Ruwiedel. Après onze jours en mer, l'U-337 est porté disparu le 3 janvier 1943 sans explication. Son dernier message radio ce jour-là le localise à la position géographique de 63° N, 12° O.
Les quarante-sept membres d'équipage meurent dans cette disparition.

## Affectations
- 5. Unterseebootsflottille à Kiel du 6 mai au 31 décembre 1942 (Flottille d'entraînement).
- 6. Unterseebootsflottille à Saint-Nazaire du 1er au 3 janvier 1943 (Flottille de combat).

## Commandements
- Oberleutnant zur See Kurt Ruwiedel du 6 mai 1942 au 3 janvier 1943

## Patrouilles
|       | Commandant          | Départ           | Départ | Arrivée        | Arrivée | Jours    | Succès |
| ----- | ------------------- | ---------------- | ------ | -------------- | ------- | -------- | ------ |
| 1     | Oblt. Kurt Ruwiedel | 24 décembre 1942 | Kiel   | 3 janvier 1943 | Coulé   | 11 jours |        |
| Total | Total               | Total            | Total  | Total          | Total   | 11 jours | 0 t    |

Note : Oblt. = Oberleutnant zur See

### Opérations Wolfpack
L'U-337 n'a pas opéré avec les Wolfpacks (meute de loups) durant sa carrière opérationnelle.

## Navires coulés
L'Unterseeboot 337 n'a ni coulé, ni endommagé de navire ennemi au cours de l'unique patrouille (11 jours en mer) qu'il effectua.

### Source et bibliographie
- (en) Cet article est partiellement ou en totalité issu de l’article de Wikipédia en anglais intitulé « German submarine U-337 » (voir la liste des auteurs).
- Chris Bishop, historien militaire (trad. de l'anglais par Christian Muguet), Les sous-marins de la Kriegsmarine : 1939-1945 : le guide d'identification des sous-marins [« The spellmount submarine identification guide : Kriegsmarine U-boats 1939-1945 »], Paris, Éd. de Lodi, 2008, 192 p. (ISBN 978-2-84690-327-1, OCLC 470721805, BNF 41298980)